# Andamantornuggla
Andamantornuggla (Tyto deroepstorffi) är en fågel i familjen tornugglor inom ordningen ugglefåglar. Den förekommer enbart i den indiska ögruppen Andamanerna.

## Utseende och läte
Andamantornugglan är med en kroppslängd på 30–36 cm jämnstor med orienttornugglan, men är mer bjärt i färgerna. Ovansidan är mörkbrun med chokladbruna fläckar och orangebeige prickar (ej vita), utan orienttornugglans typiska gråaktiga beslöjning. Till skillnad från denna har andamantornugglan också en tydlig orangebrun kant runt ansiktsskivan. Dessutom är fötterna mycket kraftigare. Lätet är bristfälligt beskrivet, ett rätt ljust och kort, nedåtböjd skri som avslutas plötsligt.

## Utbredning och systematik
Fågeln finns i södra delen av indiska ögruppen Andamanöarna i Bengaliska viken. Den behandlas som monotypisk, det vill säga att den inte delas in i några underarter. Tidigare ansågs den vara en underart till tornuggla men har nu oftast upplyfts till egen art. 

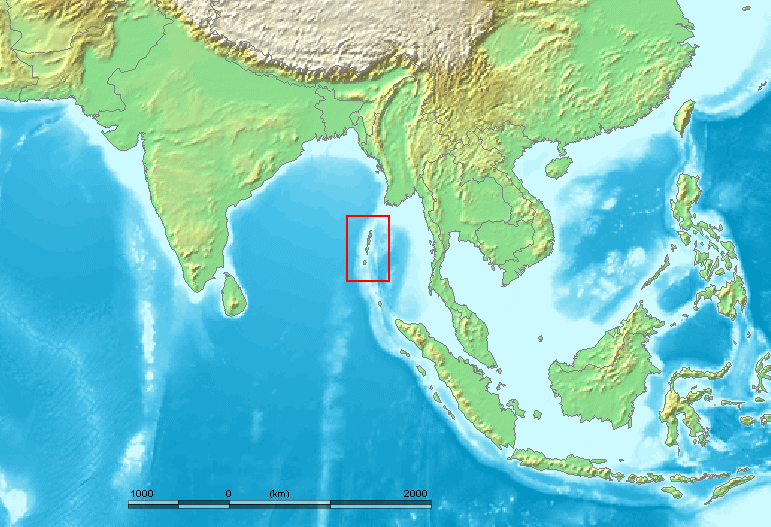
Fågeln är endemisk för Andamanöarna öster om Bengaliska viken.

## Levnadssätt
Fågeln förekommer i kustnära områden, öppna fält, kring bebyggelse och i halvöppet landskap med träd. Den är liksom andra tornugglor strikt nattlevande. Födan är relativt okänd, men ben från råttor och möss har hittats i spybollar under viloplatser och på vindar. Även häckningen är okänd, men är troligen lik östlig tornuggla.

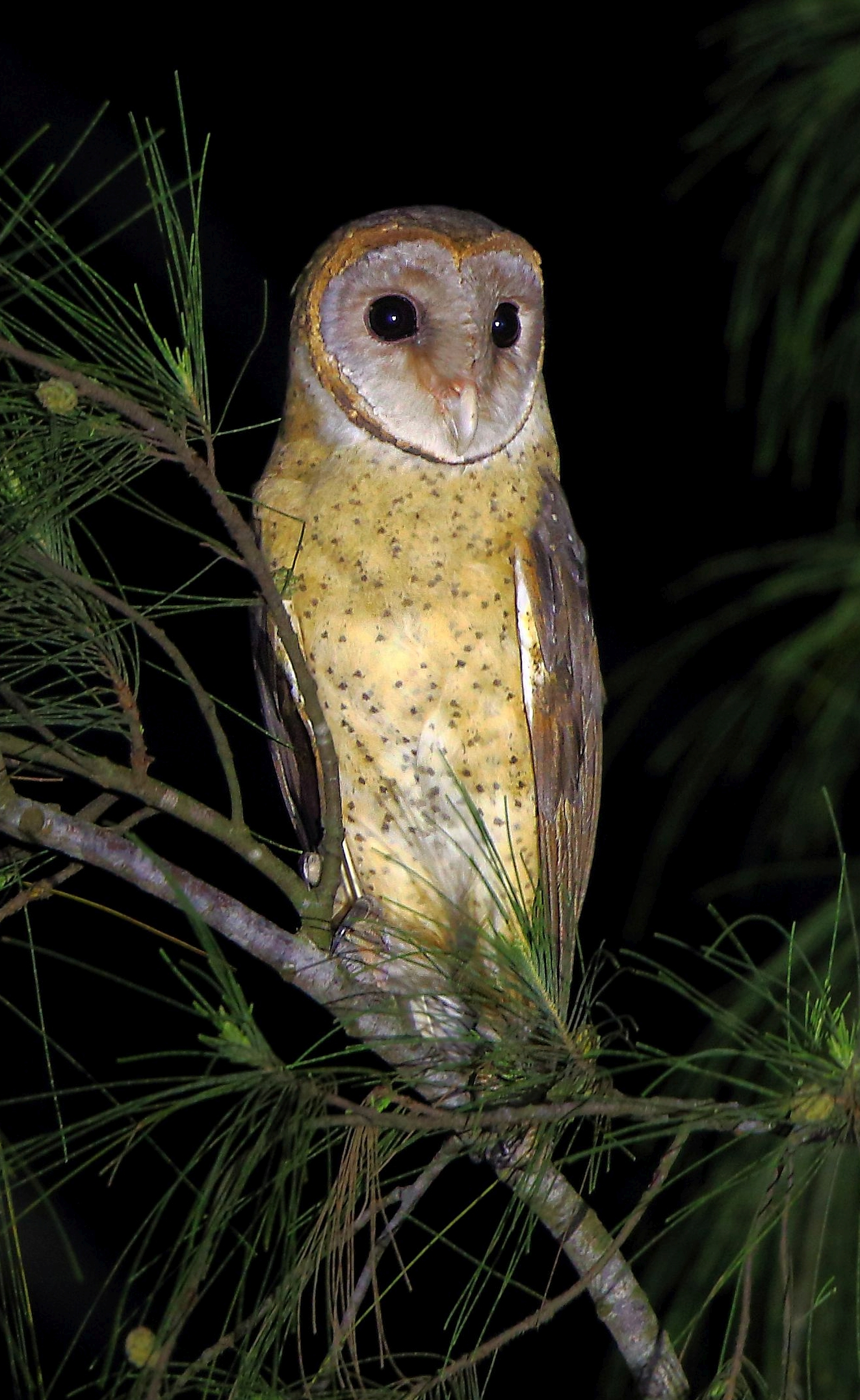

## Status
Internationella naturvårdsunionen IUCN erkänner den ej som god art, varvid den inte placeras i någon hotkategori. 

## Namn
Fågelns vetenskapliga artnamn hedrar Frederik Adolph de Roepstorff (1842–1896), dansk lingvist stationerad i Andamanöarna 1875–1883.